# Ammophila aberti
Ammophila aberti là một loài côn trùng cánh màng trong họ Sphecidae, thuộc chi Ammophila. Loài này được Haldeman miêu tả khoa học đầu tiên năm 1852.